# Charles Carnan Ridgely
Charles Carnan Ridgely, ibland kallad Charles Ridgely of Hampton, född Charles Ridgely Carnan 6 december 1760 i Baltimore, Maryland, död 17 juli 1829 i Baltimore County, Maryland, var en amerikansk federalistisk politiker, slavägare och industrialist. Han var Marylands guvernör 1816–1819.

## Biografi
Ridgely ärvde herrgården Hampton och största delen av dess landområde efter morbrodern Charles Ridgely som var verksam inom järnindustrin. Ett villkor för arvet var byte av efternamn från Carnan till Ridgely. Till egendomen hörde många slavar och i sitt eget testamente gav Charles Carnan Ridgely instruktioner om en gradvis frigivning av de flesta slavarna. Detta resulterade i att över 300 slavar blev frigivna i etapper efter hans död. Antalet slavar uppgick till omkring 350 vid tidpunkten av Charles Carnan Ridgelys död. Det ovanliga med Hamptons slavar var att en del av dem var sysselsatta med industriarbete.
Ridgely var gift med Priscilla Dorsey. Parets dotter Prudence Gough Ridgely gifte sig med George Howard. Ridgely var ledamot av Marylands delegathus 1790–1795 och ledamot av Marylands senat 1796–1800. Av äktenskapet till Priscilla föddes tolv barn. Ridgelys förmögenhet var enastående bland de tidiga guvernörena i Maryland. Livsstilen var aristokratisk; till egendomen ingick utöver slavarna ett bibliotek som innehöll 175 böcker och ett markområde på 10 000 acres  (över 4 000 hektarer).
År 1816 efterträdde Ridgely Levin Winder som guvernör; tre år senare efterträddes han av Charles Goldsborough.